# Primula chionata
Primula chionata är en viveväxtart som beskrevs av William Wright Smith. Primula chionata ingår i släktet vivor, och familjen viveväxter. Utöver nominatformen finns också underarten P. c. violacea.